# Shanhe (köping i Kina, Shanxi)
Shanhe (kinesiska: 山河, 山河镇) är en köping i Kina. Den ligger i provinsen Shanxi, i den norra delen av landet, omkring 280 kilometer söder om provinshuvudstaden Taiyuan. Antalet invånare är 22 400. Befolkningen består av 11 151 kvinnor och 11 249 män. Barn under 15 år utgör 17,0 %, vuxna 15-64 år 74 %, och äldre över 65 år 8,0 %.
Genomsnittlig årsnederbörd är 693 millimeter. Den regnigaste månaden är juli, med i genomsnitt 183 mm nederbörd, och den torraste är december, med 3 mm nederbörd.